# Автодром имени братьев Родригес
Автодром имени братьев Родригес (исп. Autódromo Hermanos Rodríguez, англ. Rodríguez Brothers Racetrack) — трасса в столице Мексики Мехико. Назван в честь самых известных пилотов Формулы-1 Мексики — братьев Рикардо и Педро Родригесов, погибших на гоночных трассах в 1962 и 1971 годах.
Автодром построен в 1962 году в общественном парке, и уже в этом году на нём прошёл первый Гран-при Мексики, не включённый в чемпионат Формулы-1. С 1963 по 1970 годы на трассе уже проходили официальные Гран-при Формулы-1, однако из-за низкой безопасности зрителей трасса была исключена после этого из календаря чемпионата. После того, как был построен новый пит-лейн и усилены средства безопасности, трасса вернулась в календарь в 1986—1992 годах. Проведение Гран-при Мексики Формулы-1 на трассе возобновлено с 2015 года.
Автодром расположен в пределах парка «Магдалена Миксука» в северо-восточном Мехико, поэтому после открытия назывался по названию парка, однако после гибели Рикардо Родригеса на первом Гран-при Мексики в 1962 году, был переименован в Autódromo Hermanos Rodríguez.
Поверхность трассы достаточно неровная в силу расположения Мехико в геологически-активном регионе. Расположение автодрома на высоте 2 285 метров над уровнем моря приводит к падению мощностей атмосферных двигателей болидов из-за разреженного воздуха.

## Конфигурация трассы
В гонках Формулы-1 использовалось 2 конфигурации трассы — 1963—1970 и 1986—1992 годов. Также, на этой конфигурации проходила гонка серии A1 в сезоне 2006/07 годов. Для гонок NASCAR и ChampCar использовалась дополнительная шикана в последнем повороте Peraltada. Поворот Peraltada является профилированным (бэнкингом), что позволяет выходить на высокой скорости на прямую старт/финиш. Именно в этом повороте разбился Рикардо Родригес.
Также в конфигурации трассы присутствует овальный трек (включающий поворот Peraltada) длиной 1 километр, на котором проводятся внутренние чемпионаты Мексики в классе NASCAR. Внутри овала построен бейсбольный стадион, который с 2014 года используется только для проведения концертов.
По сравнению с предыдущей конфигурация трассы изменится в сезоне 2015.
| Версия | Длина (м) | Гран-при      | Рекорд круга в квалификации       | Рекорд круга в гонке             |
| ------ | --------- | ------------- | --------------------------------- | -------------------------------- |
| 1963   | 5 000     | 8 (1963—1970) | Клей Регаццони, 1:41,86 (1970)    | Жаки Икс, 1:43,05 (1969)         |
| 1986   | 4 421     | 7 (1986—1992) | Найджел Мэнселл, 1:16,346 (1992)  | Найджел Мэнселл, 1:16,788 (1992) |
| 2015   | 4 304     | 5 (2015—2019) | Даниэль Риккардо, 1:14,759 (2018) | Валттери Боттас, 1:18,741 (2018) |

## Победители «Гран-при Мексики» на трассе Мехико
Розовым цветом помечен «Гран-при», не входивший в чемпионат «Формулы-1».
| Сезон     | #             | Пилот                    | Конструктор      | Отчёт         |               |
| --------- | ------------- | ------------------------ | ---------------- | ------------- | ------------- |
| 2019      | 20            | Льюис Хэмилтон           | Mercedes         | Отчёт         |               |
| 2018      | 19            | Макс Ферстаппен          | Red Bull-Renault | Отчёт         |               |
| 2017      | 18            | Макс Ферстаппен          | Red Bull-Renault | Отчёт         |               |
| 2016      | 17            | Льюис Хэмилтон           | Mercedes         | Отчёт         |               |
| 2015      | 16            | Нико Росберг             | Mercedes         | Отчёт         |               |
| 1993—2014 | Не проводился | Не проводился            | Не проводился    | Не проводился | Не проводился |
| 1992      | 15            | Найджел Мэнселл          | Williams-Renault | Отчёт         |               |
| 1991      | 14            | Риккардо Патрезе         | Williams-Renault | Отчёт         |               |
| 1990      | 13            | Ален Прост               | Ferrari          | Отчёт         |               |
| 1989      | 12            | Айртон Сенна             | McLaren-Honda    | Отчёт         |               |
| 1988      | 11            | Ален Прост               | McLaren-Honda    | Отчёт         |               |
| 1987      | 10            | Найджел Мэнселл          | Williams-Honda   | Отчёт         |               |
| 1986      | 9             | Герхард Бергер           | Benetton-BMW     | Отчёт         |               |
| 1971—1985 | Не проводился | Не проводился            | Не проводился    | Не проводился | Не проводился |
| 1970      | 8             | Жаки Икс                 | Ferrari          | Отчёт         |               |
| 1969      | 7             | Денни Халм               | McLaren-Ford     | Отчёт         |               |
| 1968      | 6             | Грэхэм Хилл              | Lotus-Ford       | Отчёт         |               |
| 1967      | 5             | Джим Кларк               | Lotus-Ford       | Отчёт         |               |
| 1966      | 4             | Джон Сёртис              | Cooper-Maserati  | Отчёт         |               |
| 1965      | 3             | Ричи Гинтер              | Honda            | Отчёт         |               |
| 1964      | 2             | Дэн Гёрни                | Brabham-Climax   | Отчёт         |               |
| 1963      | 1             | Джим Кларк               | Lotus-Climax     | Отчёт         |               |
| 1962      |               | Тревор Тэйлор/Джим Кларк | Lotus-Climax     | Отчёт         |               |